# Чжао Минси, Иоанн Батист
Иоанн Батист Чжао Минси (1883 г., Бэйвантоу, провинция Хэбэй, Китай — 3.07..1900 г., Бэйвантоу, провинция Хэбэй, Китай) — святой Римско-Католической Церкви, мученик.

## Биография
Иоанн Батист Чжао Минси родился в католической семье в 1883 году в деревне Бэвантоу в провинции Хэбэй.
В 1899 году в Китае началось ихэтуаньское восстание боксёров, во время которого жестоко преследовались христиане. 3 июля 1900 года Иоанн Батист вместе с братом Петром Чжао Минчжэнем и другими 18 родственников были схвачены и убиты повстанцами.

## Прославление
Иоанн Батист Чжао Минси был беатифицирован 17 апреля 1955 года Римским Папой Пием II и канонизирован 1 октября 2000 года Римским Папой Иоанном Павлом II вместе с группой 120 китайских мучеников.
День памяти в Католической Церкви — 9 июля.

## Источник
- George G. Christian OP, Augustine Zhao Rong and Companions, Martyrs of China, 2005, стр. 82  (англ.)